# テデスキ・トラックス・バンド
テデスキ・トラックス・バンド（Tedeschi Trucks Band、TTB）は、フロリダ州ジャクソンヴィルを拠点として活動するブルースロック・グループ。以前はデレク・トラックス＆スーザン・テデスキ・バンド として知られていた。新世代3代ギタリストの1人として知られ、世界最高峰のスライド・ギター奏者として知られるデレク・トラックス（Derek Trucks）と、同じくギタリストでシンガーソングライターのスーザン・テデスキ（Susan Tedeschi）の夫婦を中心として2010年に結成された。彼らのファースト・アルバム『レヴェレイター』は、グラミー最優秀ブルース・アルバム賞を獲得した。コンサートではオリジナル曲に加えて新旧さまざまなロックの名曲をカバーし、日々演奏曲を変える屈指のライブ・バンドとして知られる。

## 経歴

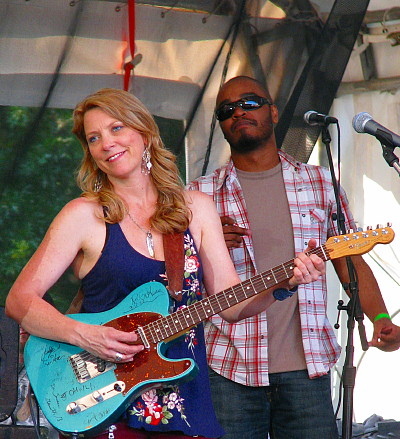
スーザン・テデスキ（左・2012年）

テデスキ・トラックス・バンドは、2001年11月に結婚したデレク・トラックスとスーザン・テデスキのふたりが、2010年にそれぞれのソロ・バンドの活動を中止し、新しいグループとして結成したバンド。音楽を共につくり、ツアーや録音をしつつも一緒に過ごす時間を増やせるようにするためであった。
　デレク・トラックスとスーザン・テデスキは「デレク・トラックス・アンド・スーザン・テデスキズ・ソウル・シチュー・リバイバル（Derek Trucks & Susan Tedeschi's Soul Stew Revival）」という名前で、2007年に共にツアーを行った。このときの演奏曲は、多くがデレクとスーザンそれぞれのソロ活動で生み出された曲から選ばれていた。一方で、テデスキ・トラックス・バンドでは、新曲の演奏を中心的に行なっている。
デレク・トラックス・バンドとスーザン・テデスキ・バンドの両グループの活動休止が2009年後半に発表された後、ふたりはジャクソンヴィルの自宅兼スタジオに、友人や他の音楽家たちを入れ替わり迎えながら、新しい曲を書き始めた。彼らの最初のコンサートは、2010年4月1日のサヴァンナ音楽祭で行なわれた。2012年中の彼らは、ツアーはそれほど積極的に行なわなかったが、エリック・クラプトンのクロスロード・ギター・フェスティヴァル（Crossroads Guitar Festival）、フジロックフェスティバル、その他のいくつかのフェスティバルや会場で公演を行なった。
デレク・トラックスとスーザン・テデスキの共演の輪は、他のアーティストにも広がっている。トラックスとテデスキは、ハービー・ハンコックのアルバム『イマジン・プロジェクト』の「Space Captain」の演奏に、デレク・トラックス＆スーザン・テデスキ・バンドのオテイル・バーブリッジ、コフィ・バーブリッジ、マイク・マティソンらとともに参加した。また、ハービー・ハンコックが、トラックスとテデスキの自宅スタジオで曲の録音をした際に撮られたミュージック・ビデオも発表された 。トラックスとテデスキは、カーネギー・ホールとハリウッド・ボウルでおこなわれた、ハービー・ハンコック70歳の誕生日コンサートにも登場し、彼とともに「スペース・キャプテン」を演奏している。
2011年3月7日にバンドは、名称をテデスキ・トラックス・バンドに変更したことを発表。テデスキ・トラックス・バンドとして最初のCD『レヴェレイター 』は2011年6月7日に発表された。『ローリング・ストーン』誌はこのアルバムに5段階評価で4つ星を与え、「傑作」と評している。このアルバムは、カナダのアルバム・チャートでは最高で92位、全英アルバムチャートでは最高164位であった。 また本アルバムは、第54回グラミー賞において最優秀ブルース・アルバム賞を獲得している。
彼らの2枚目のアルバム『エヴリバディズ・トーキン』は、2012年5月22日に発表された。この作品は『レヴェレイター』からの曲にくわえて、ロックやリズム・アンド・ブルースやゴスペルの名曲のカバー演奏をもとにした、ライブ・アルバムである。
ベーシストのオテイル・バーブリッジは、家庭を持つことになったため「TTBのツアーに同行することができない」というメッセージを、2012年10月5日にバンドのウェブサイトに掲載した。いずれ再び一緒に仕事することを、オテイルとバンドの両者ともに望んでいる。彼の後継となるベーシストは、正式なメンバーとしては誰も公表されていない。テッド・ペキオ（Ted Pecchio）、デイヴ・モンズィー（Dave Monsey）、ジョージ・ポーター・ジュニア（George Porter Jr.）らが、2012年の残りのツアー日程において代役を務めた。
2013年のブルース音楽賞（Blues Music Awards）において、彼らは「バンド」と「ロック・ブルース・アルバム」のカテゴリにおいて候補とされた 。

## メンバー

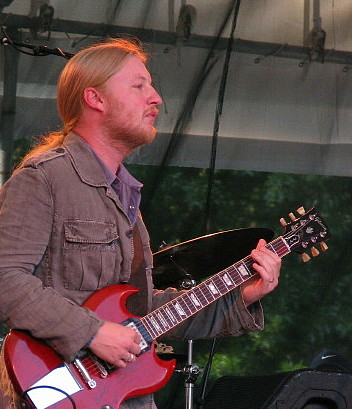
デレク・トラックス（左・2012年）

- スーザン・テデスキ（Susan Tedeschi）：リード・ボーカル、ギター
- デレク・トラックス（Derek Trucks）：リードギター
- タイラー・グリーンウェル（Tyler Greenwell）：ドラム、パーカッション
- ケビ・ウィリアムズ（Kebbi Williams）：サックス
- エフライム・オーウェンズ（Ephraim Owens）：トランペット
- エリザベス・レア（Elizabeth Lea）：トロンボーン
- マイク・マティソン（Mike Mattison）：ハーモニー・ボーカル
- マーク・リバーズ（Mark Rivers）：ハーモニー・ボーカル
- アリシア・シャコール（Alecia Chakour）：ハーモニー・ボーカル
- ブランドン・ボーン（Brandon Boone）：ベース ※ティム・ルフェーブルの後任として2018年12月に加入
- ゲイブ・ディクソン（Gabe Dixon）:キーボード、ボーカル ※亡くなったコフィ・バーブリッジの後任として2019年のツアーから参加。シンガーソングライターとして自らのバンドを率いて活動中。
- イザーク・イーディー（Isaac Eady）:ドラム ※2021年7月30日レッド・ロックス公演から正式参加

### ツアーメンバー
- エマニュエル・エチェル（Emmanuel Echem）：トランペット※病欠のエフライム・オーウェンズに変わり2025年ツアー参加

### 元メンバー
- オテイル・バーブリッジ（Oteil Burbridge）：ベース
- ティム・ルフェーブル（Tim Lefebvre）：ベース ※2018年12月脱退
- コフィ・バーブリッジ（Kofi Burbridge）：キーボード、フルート ※2019年2月15日死去
- J.J. ジョンソン（J. J. Johnson）：ドラム、パーカッション ※2020年11月脱退
- モーリス・ブラウン （Maurice Brown)：トランペット

## 来日公演
- 2010年 7月31日フジロックフェスティバル(Derek Trucks & Susan Tedeschi Band)
- 2012年 2月5日名古屋クラブアトロ、2月7日大阪メルパルクホール、2月8・9日渋谷公会堂
- 2014年 2月6日（木）渋谷公会堂、2月7日（金）名古屋・ダイアモンドホール、2月9日（日）尼崎・あましんアルカイックホール、2月10日（月）SHIBUYA-AX、2月11日（火・祝）昭和女子大学 人見記念講堂
- 2016年 3月30日（水）名古屋市公会堂、3月31日（木）オリックス劇場、4月1日（金）日本武道館
- 2019年 6月11日（火）尼崎・あましんアルカイックホール、6月12日（水）Zepp Nagoya、6月14日（金）、15日（土）、16日（日）東京ドームシティホール
- 2023年 10月18日（水）、20日（金）、21日（土）、22日（日）東京ドームシティホール、10月24日（火）Zepp Nagoya、10月25日（水）尼崎・あましんアルカイックホール　※10月22日は追加公演

## ディスコグラフィ

### スタジオ・アルバム
- 『レヴェレイター』 - Revelator (2011年)
- 『メイド・アップ・マインド』 - Made Up Mind (2013年)
- 『レット・ミー・ゲット・バイ』 - Let Me Get By (2016年)
- 『サインズ』 - Signs (2019年)

- 『アイ・アム・ザ・ムーン：I. クレッセント』- I Am the Moon : I. Crescent（2022年）※エリック・クラプトンが名曲「いとしのレイラ」（1970年）の着想を得たとされる中東の古典的悲恋物語「ライラとマジュヌーン」を元に、作品づくりに臨んだ全4枚から成るプロジェクトの第１章。ほぼ４ヶ月連続でリリースされた。

- 『アイ・アム・ザ・ムーン：Ⅱ. アセンション』- I Am the Moon :Ⅱ. Ascension（2022年）※第２章

- 『アイ・アム・ザ・ムーン：Ⅲ. ザ・フォール』- I AM the Moon : Ⅲ. The Fall（2022年）※第３章

- 『アイ・アム・ザ・ムーン：Ⅳ.フェアウェル』- I AM the Moon : Ⅳ. Farewell（2022年）※第４章

### ライブ・アルバム
- 『エヴリバディズ・トーキン』 - Everybody's Talkin' (2012年)
- 『ライヴ・フロム・ザ・フォックス・オークランド』 - Live from the Fox Oakland (2017年)
- 『レイラ・リヴィジテッド』-Layla Revisited（2021年）※2019年8月24日、米ヴァージニア州アーリントンで行われた「LOCKIN’」フェスティバルでヘッドライナーとして出演し、エリック・クラプトンが率いたデレク・アンド・ザ・ドミノスの名盤「いとしのレイラ」（Layla and Other Assorted Love Songs、1970年）を頭から演奏した様子を収録。フィッシュのトレイ・アナスタシオ（Trey Anastasio）と、ドイル・ブラムホール２世（Doyle Bramhall II）がゲスト出演した。